# Bulbophyllum triaristella
Bulbophyllum triaristella là một loài phong lan thuộc chi Bulbophyllum.